# Baptiste Brochu
Baptiste Brochu (* 8. September 1994) ist ein ehemaliger kanadischer Snowboarder. Er startete im Snowboardcross.

## Werdegang
Brochu nahm von 2012 bis 2015 vorwiegend am Nor-Am Cup teil. Dabei holte er vier Siege und gewann in der Saison 2014/15 die Snowboardcrosswertung. Sein erstes Weltcuprennen fuhr er im Dezember 2012 in Lake Louise, welches er auf dem 60. Platz beendete. Nach Platz 26 in Montafon zu Beginn der Saison 2015/16, erreichte er mit dem sechsten Rang in Feldberg seine erste Top-Zehn-Platzierung. Im März 2016 holte er in Veysonnaz seinen ersten Weltcupsieg und belegte zum Saisonende den neunten Platz im Snowboardcross-Weltcup. In der folgenden Saison kam er bei fünf Weltcupteilnahmen, viermal unter den ersten Zehn, darunter Platz drei in Bansko und belegte damit den zehnten Platz im Snowboardcross-Weltcup. Bei den Olympischen Winterspielen 2018 in Pyeongchang errang er den 40. Platz und bei den Snowboard-Weltmeisterschaften 2019 in Park City im Einzel sowie im Teamwettbewerb jeweils den sechsten Platz. Seinen 32. und damit letzten Weltcup absolvierte er im März 2019 in La Molina, welchen er auf dem 33. Platz beendete.

## Teilnahmen an Weltmeisterschaften und Olympischen Winterspielen

### Olympische Winterspiele
- 2018 Pyeongchang: 40. Platz Snowboardcross

### Snowboard-Weltmeisterschaften
- 2015 Kreischberg: 35. Platz Snowboardcross
- 2019 Park City: 6. Platz Snowboardcross, 6. Platz Snowboardcross Team

## Platzierungen im Weltcup

### Weltcupsiege im Einzel
| Nr. | Datum        | Ort       | Disziplin      |
| --- | ------------ | --------- | -------------- |
| 1.  | 5. März 2016 | Veysonnaz | Snowboardcross |

### Weltcup-Gesamtplatzierungen
| Saison  | Punkte | Platz |
| ------- | ------ | ----- |
| 2013/14 | 107    | 56.   |
| 2014/15 | 195    | 31.   |
| 2015/16 | 1940   | 9.    |
| 2016/17 | 1665   | 10.   |
| 2017/18 | 1304   | 27.   |
| 2018/19 | 111,7  | 46.   |